# Johan den orädde
Johan den orädde (franska: Jean sans peur), hertig av Burgund, född den 28 maj 1371 i Dijon, död den 10 september 1419 i Montereau, var son till Filip den djärve av Burgund, franske kungen Karl V:s bror, och Margareta III av Flandern. 
Han blev ledare för ungerska korståget 1396, men tillfångatogs i slaget vid Nikopolis i september samma år. Utlöst efter nio månaders fångenskap blev han vid sin återkomst mycket populär på grund av sin omvårdnad om de övriga fångarna och efterträdde 1404 sin far som hertig. 
Johan var en av huvudledarna vid de oroliga förhållandena i Frankrike under den vansinnige Karl VI:s senare regeringsår och bekämpade sin kusin, hertig Ludvig av Orléans, som stödde sig på universitetet och folket i Paris. Sedan Ludvig på Johans order blivit lönnmördad i Paris 1407, slöt Johan sig för att kunna bekämpa det orléanska partiet (armagnakerna) till engelsmännen, höll en tid Paris besatt med engelska trupper och lät avrätta en mängd av sina motståndare. Slutligen nödgades han sluta fred med konungen och armagnakerna, men trädde efter slaget vid Azincourt (1415), vari han inte deltog, på nytt i förrädiska underhandlingar med engelsmännen. 
Därefter grep han åter till vapen och marscherade mot Paris, som genom förräderi föll i hans händer 1418. Efter att någon tid ha gynnat engelsmännens framfärd i landet sökte han försoning med dauphin Karl, och under ett möte med honom på bron i Montereau, varvid på vardera sidan häftiga förebråelser gjordes, dödades Johan av Karls medföljande riddare.